# Balearica
Sous-famille
Genre
Le genre Balearica comprend deux espèces de grues appartenant à la famille des Gruidae.

## Liste des espèces
D'après la classification de référence (version 2.2, 2009) du Congrès ornithologique international (ordre phylogénique) :
- Balearica regulorum – Grue royale
- Balearica pavonina – Grue couronnée